# Bourdettes
Bourdettes ist eine französische Gemeinde mit 506 Einwohnern (Stand 1. Januar 2022) im Département Pyrénées-Atlantiques in der Region Nouvelle-Aquitaine. Die Gemeinde gehört zum Arrondissement Pau und zum Kanton Ouzom, Gave et Rives du Neez (bis 2015: Kanton Nay-Ouest).

## Geographie
Bourdettes liegt ca. 20 km südöstlich von Pau im Tal des Gave de Pau im Béarn.
Umgeben wird der Ort von den Nachbargemeinden:
| Baudreix     |                                             |          |
| Arros-de-Nay | Kompassrose, die auf Nachbargemeinden zeigt | Mirepeix |
|              | Nay                                         |          |

Bourdettes liegt im Einzugsgebiet des Flusses Adour. Der Ort wird durchquert von einem Zufluss des Luz, dem Canal de l’Escourre und seinem Zufluss, dem Ruisseau de Tutet. Außerdem strömt der Canal de la Grau mit seinem Zufluss, dem Ruisseau du Pré de Thalamon, durch das Gebiet der Gemeinde.

## Geschichte
In der Volkszählung des Béarn von 1385 wurden in Bordetes 13 Haushalte gezählt und vermerkt, dass die Gemeinde in der Bailliage von Pau liegt. Eine weitere Erwähnung notierte Paul Raymond, Archivar und Historiker des 19. Jahrhunderts, in den Formen Bordetas und Bordettes im Jahre 1538 anlässlich der Reformation im Béarn.
Die Nähe zur Bastide von Nay, die einen Schutz für feindlichen Angriffen bot und die Nähe zum Gave, dessen Wasser die Landwirtschaft förderte, erklärt die Gründung der Gemeinde an dieser Stelle. Ein Laienkloster, Haus eines Grundherrn und Beschützer der Kirche, befand sich wie in vielen Gemeinden des Béarn auch in Bourdettes. Im 19. Jahrhundert erfuhr der Ort einen industriellen Aufschwung durch die Eröffnung der ersten Baumwollspinnerei im Béarn durch die Firma Lussagnet & Co im Jahre 1834. 150 Arbeiter waren in der Mitte des 19. Jahrhunderts dort beschäftigt. Der Betrieb wurde 2002 aufgegeben.
Am 1. Januar 1973 schlossen sich Nay und Bourdettes zur neuen Gemeinde Nay-Bourdettes zusammen. Am 1. Januar 1997 gingen die beiden Gemeinden administrativ wieder getrennte Wege.

### Einwohnerentwicklung
Nach einem vorläufigen Höchststand der Einwohnerzahl in der Mitte des 19. Jahrhunderts mit über 350 Einwohnern reduzierte sich die Zahl in Wellen bis zu den 1960er Jahren auf rund die Hälfte. Seitdem steigt sie wieder stark an und hat sich bis heute fast verdreifacht.
| Jahr      | 1962 | 1968 | 1999 | 2006 | 2009 | 2022 |
| --------- | ---- | ---- | ---- | ---- | ---- | ---- |
| Einwohner | 174  | 216  | 321  | 342  | 378  | 506  |

## Sehenswürdigkeiten

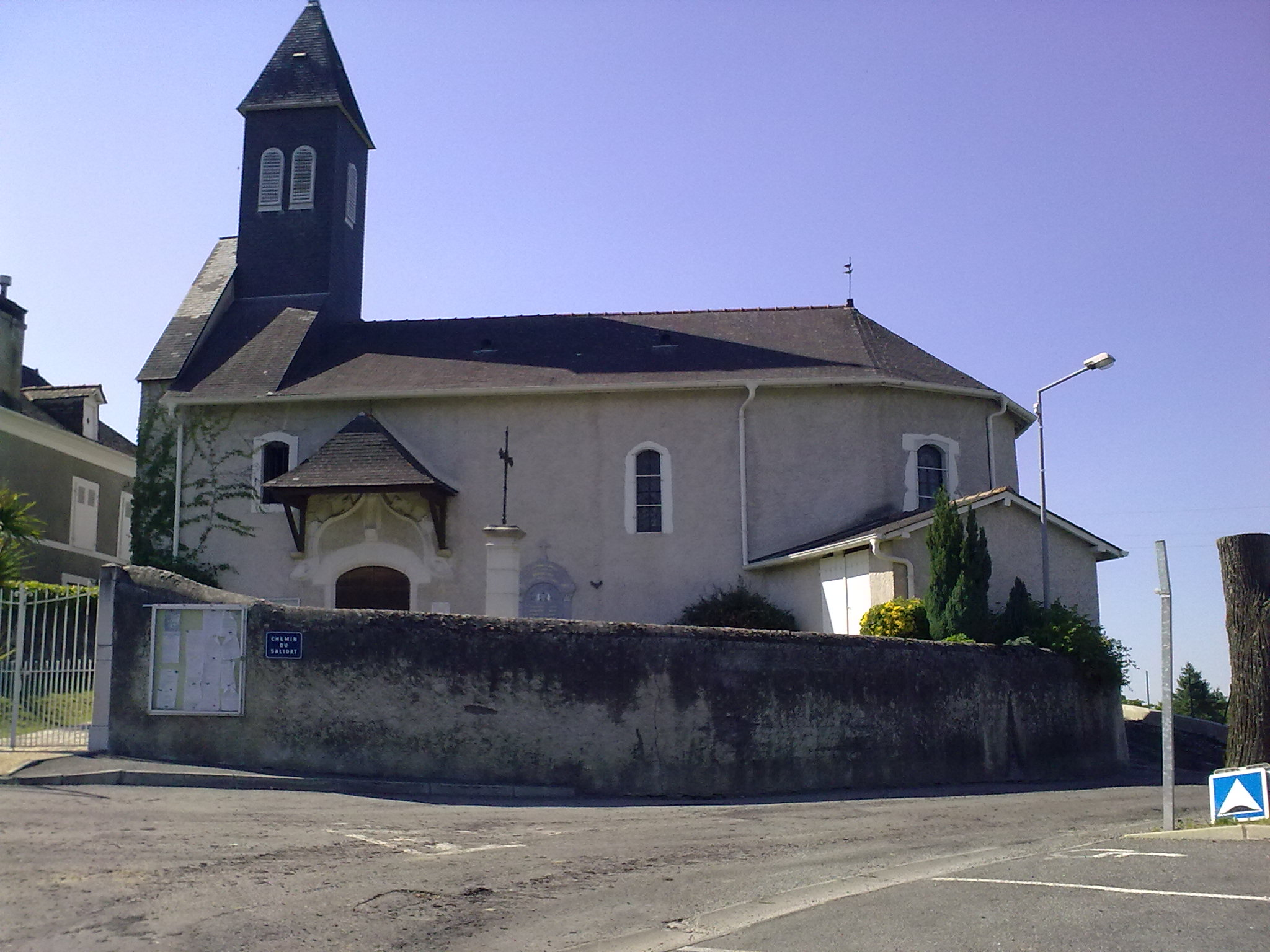
Kirche Saint-Roch

- Kirche, gewidmet Rochus von Montpellier. Die Bauweise lässt auf eine Errichtung in der Frühen Neuzeit schließen. Das Eingangsportal an der Südseite mit seinem Kielbogen oberhalb erscheint wie eine Nachbildung der gotischen Kirchenportale in Nay, Igon oder Asson. Ausstattungsgegenstände sind u. a. eine hölzerne Statue aus dem 17. Jahrhundert, die die Madonna mit Jesuskind verkörpert und ein Altaraufsatz aus dem 18. Jahrhundert. Dieser enthält eine Darstellung der Kreuzigung Jesu Christi und zeigt ein Attribut des Schutzpatrons, einen eingerollten Hund mit einem Stück Brot im Maul, das er der Sage nach dem heiligen Rochus brachte, weil dieser an der Pest erkrankt war.[7] Auf einer der Wände ist ein Christusmonogramm zu sehen. Üblicherweise enthält ein solches Symbol neben meist stilisierten klassischen Zeichen des griechischen Alphabets Chi („X“) und Rho („P“) für die ersten Buchstaben des griechischen Worts Xristos (deutsch Christus) oft zusätzlich die Zeichen für Alpha und Omega. Bei diesem Christusmonogramm rollt sich zusätzlich der Anfangsbuchstabe von Salvator(deutsch Retter) um das „P“ zum Zeichen der Rettung der Menschheit durch die Kreuzigung Jesu Christi.[8]

## Wirtschaft und Infrastruktur
In Bourdettes befindet sich eine der letzten Werkstätten in Frankreich, die Kuhglocken herstellen.

### Verkehr
Die Gemeinde wird durchquert von der Route départementale 936 (ehemalige Route nationale 636) und ist über eine Linie des Busnetzes Transports 64, die von Pau über Nay nach Lourdes führt, mit anderen Gemeinden des Départements verbunden.